# دژگان
دژگان روستایی در دهستان دژگان بخش مهران شهرستان بندر لنگه در استان هرمزگان ایران است. این روستا، مرکز دهستان دژگان است.

## جمعیت
بر پایه سرشماری عمومی نفوس و مسکن در سال ۱۳۹۵، جمعیت این روستا برابر با ۱٬۸۹۱ نفر (۴۹۹ خانوار) بوده است.